# Conistra domiduca
Conistra domiduca är en fjärilsart som beskrevs av Moritz Balthasar Borkhausen 1792. Conistra domiduca ingår i släktet Conistra och familjen nattflyn. Inga underarter finns listade i Catalogue of Life.